# El Amatal
El Amatal är en ort i Mexiko.   Den ligger i kommunen Tecoanapa och delstaten Guerrero, i den södra delen av landet, 280 km söder om huvudstaden Mexico City. El Amatal ligger 351 meter över havet och antalet invånare är 573.
Terrängen runt El Amatal är kuperad. Runt El Amatal är det ganska glesbefolkat, med 34 invånare per kvadratkilometer. Närmaste större samhälle är San Marcos, 12,1 km sydväst om El Amatal. Omgivningarna runt El Amatal är en mosaik av jordbruksmark och naturlig växtlighet.